# Jean Bertholle

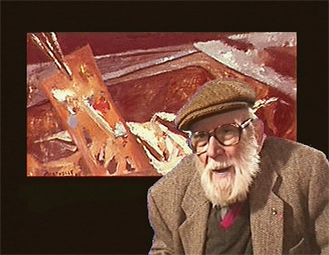
Jean Bertholle um 1995

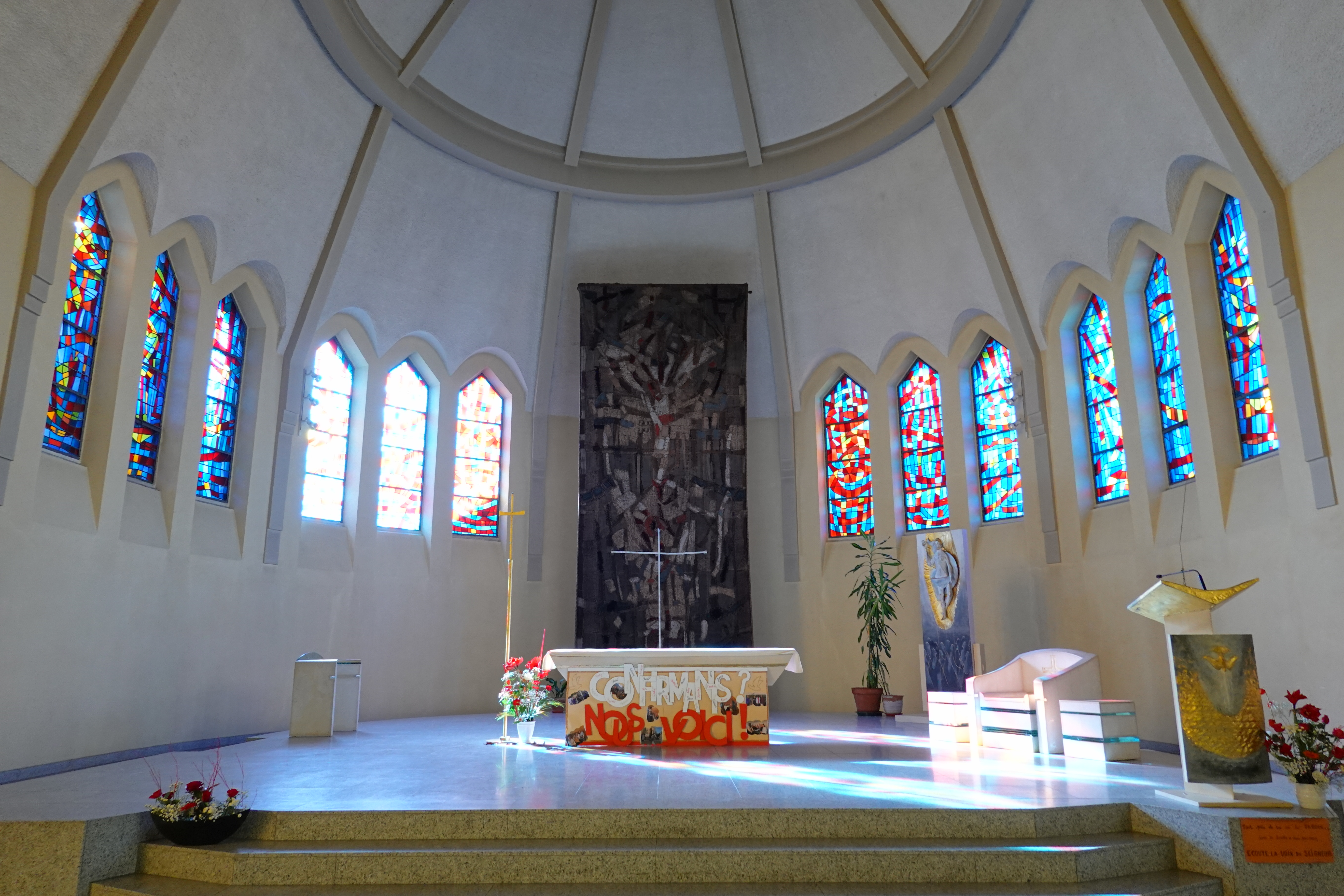
Jean Bertholle – Glasfenster in der Kirche Saint-Joseph in Annemasse

Jean Bertholle (* 26. Juni 1909 in Dijon; † 6. Dezember 1996 in Paris) war ein französischer Maler und Graphiker der École de Paris. Sein umfangreiches Werk umfasst Gemälde, Lithographien, sakrale Kunst, Keramik, Mosaiken, Glasmalerei, Tapisserien und Bühnenbilder.

## Biographie
1928 nahm Bertholle ein Studium an der École des beaux-arts in Saint-Étienne auf. Von 1930 bis 1932 studierte er an der École des beaux-arts in Lyon, wo er sich mit dem Bildhauer Étienne Martin anfreundete und den Dichter Jean Duraz sowie dessen Schwester Marie-Antoinette Duraz kennen lernte, die er später heiratete. 1932 besuchte er zusammen mit seinem Vater die große Manet-Retrospektive im Musée de l’Orangerie in Paris.
1932 lernte er den Maler Roger Bissière kennen, mit dem ihn eine lebenslange Freundschaft verband. Im selben Jahr wurden seine Bilder erstmals im Rahmen einer Ausstellung in der Académie Ranson gezeigt. Von 1933 bis 1934 setzte er seine Studien an der École des beaux-arts in Paris und im Atelier von Paul Albert Laurens (1870–1934), Professor an der École polytechnique in Paris, fort.
Bertholle war Gründungsmitglied der von dem Lyoner Galeristen Marcel Michaud (1898–1958) initiierten Gruppe Témoignage, einer Künstlervereinigung von jungen Schriftstellern, Musikern und bildenden Künstlern der Avantgarde, die 1936 gegründet wurde. Die Gruppe, zu der u. a. Lucien Beyer, Jean Le Moal, Véra Pagava, Dimitri Varbanesco, Nicolas Wacker, Alfred Manessier (ab 1938) und die Bildhauer Étienne-Martin und François Stahly zählten, wurde von dem Pariser Galeristen René Breteau intensiv gefördert.
1939 wurde er zum Wehrdienst eingezogen, aber bereits 1940 wieder ausgemustert. Er kehrte zurück nach Lyon und verdiente seinen Lebensunterhalt mit Arbeiten für Le Moals Projekt Jeune France, das von Gegnern des Vichy-Regimes unterwandert und 1942 verboten wurde. 1941 nahm Bertholle an der Ausstellung „Vingt jeunes peintres de tradition française“, teil, ein irreführender Titel, da es sich keineswegs um der akademischen Malerei verpflichtete Künstler handelte, sondern um die „erste Demonstration der Avantgarde-Malerei in Paris während der Besatzungszeit“. Ab Mitte der 1940er Jahre bis 1956 arbeitete Bertholle als Chefdesigner der Faïencerie de Gien.
Nach dem Krieg befasste er sich u. a. mit der Glasmalerei und entwarf eine Reihe von Fenstern in Kirchen und Kapellen in Frankreich, so für die Kapelle Notre-Dame de la Route-Blanche in Ségny (1949), die Kapelle des Carmel in Cherbourg (1958), die Kirche in Armbouts-Cappel (1963), Kirchen in Annemasse und in Saint-Servant (1980) sowie für die Kirche Saint-Léger in Cournillens im Kanton Fribourg in der Schweiz. 1949 und 1960 war er Teilnehmer an der Biennale von Venedig.

## Ehrungen
- Mitglied der Académie des Beaux-Arts
- Mitglied der Académie des Sciences et Belles Lettres, Dijon
- Ritter der Ehrenlegion
- Commandeur des Arts et Lettres
- Honorarprofessor an der École nationale supérieure des beaux-arts, Paris[1]

In Vitry-le-Croisé, Departement Aube, wurde ein Platz nach ihm benannt.

## Werke
Bertholles Werke sind unter anderem im Musée des Beaux-Arts in Lyon als auch im Musée Greuze in Tournus ausgestellt.

## Ausstellungen (Auswahl)
- 1934: Académie Ranson, Paris
- 1943: Les œuvres récentes de Bertholle. Exposition à la galerie René Breteau (Paris) du 12 au 30 novembre 1943.
- 1964: Exposition rétrospective -  Musée national d’archéologie, d’histoire et d’art (MNAHA), Luxemburg; Musées des Beaux-Arts de Metz; Maison de la culture de Caen, Théâtre des Amandiers
- 1965: Galerie Marbach, Bern
- 1972: Exposition rétrospective - Musée des Beaux-Arts, Dijon; Musée des Beaux-Arts et d’Archéologie de Besançon, Musée municipal de Saint-Germain-en-Laye